# Хойсала
Хойсала (канн. ಹೊಯ್ಸಳ ಸಾಮ್ರಾಜ್ಯ МФА: [hojsəɭə saːmraːdʒjə]о файле) — индуистская, каннарская империя Южной Индии. Хойсала дословно переводится как «Удар Сала». За это название стоит благодарить главу клана по имени Сала, который, согласно легенде, один на один расправился с тигром. Империя существовала с X по XIV столетия и образовалась благодаря распаду и ослаблению таких древних и могущественных империй Южной Индии, как Чола и Чалукьи. Столицей Хойсала был город Дорасамудра. В 1006—1173 годах находилась в зависимости от Западных Чалукья. В 1191—1220 годах Хойсала захватила земли в междуречье Тунгабхадры и Кришны, а в 1218—54 — и территорию по среднему течению реки Кавери, превратив страну Чола в вассала.
В 1292—1343 гг. под властью Хойсала оказались обширные земли в Деккане, соответствующие современному индийскому штату Карнатака, а также частям штатов Тамилнад и Андхра-Прадеш. Держава Хойсала прекратила существование в середине XIV века под ударами мусульманских армий делийского султана с севера и мадурайского султана с юга. В 1311 году Хойсала попала в зависимость от Делийского султаната, а в 1343 году последний махараджадхираджа Хойсалы Вира Баллаладэва III был убит султаном Мадурая. На смену Хойсале пришла Виджаянагарская империя.
Правители Хойсала в своих столицах Белур и Халебид вели обширное храмовое строительство. Постройки этого периода стоят особняком в истории южноиндийской архитектуры. Их отличают отказ от монументальности и устремлённости ввысь, характерных для предшественников, в пользу уточённой резьбы по мягкому камню и общей гармонии архитектурного силуэта.

## Искусство эпохи Хойсала

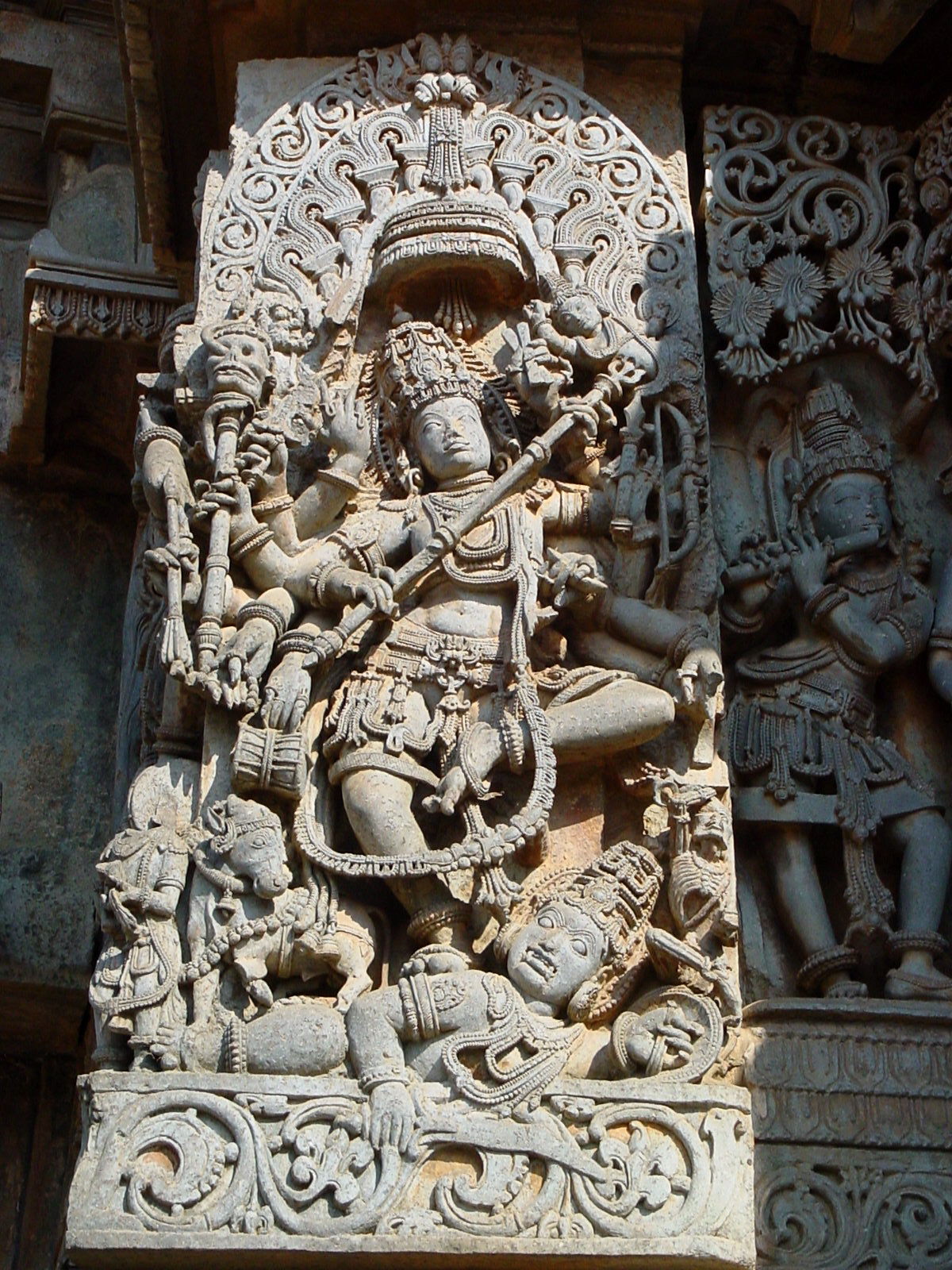
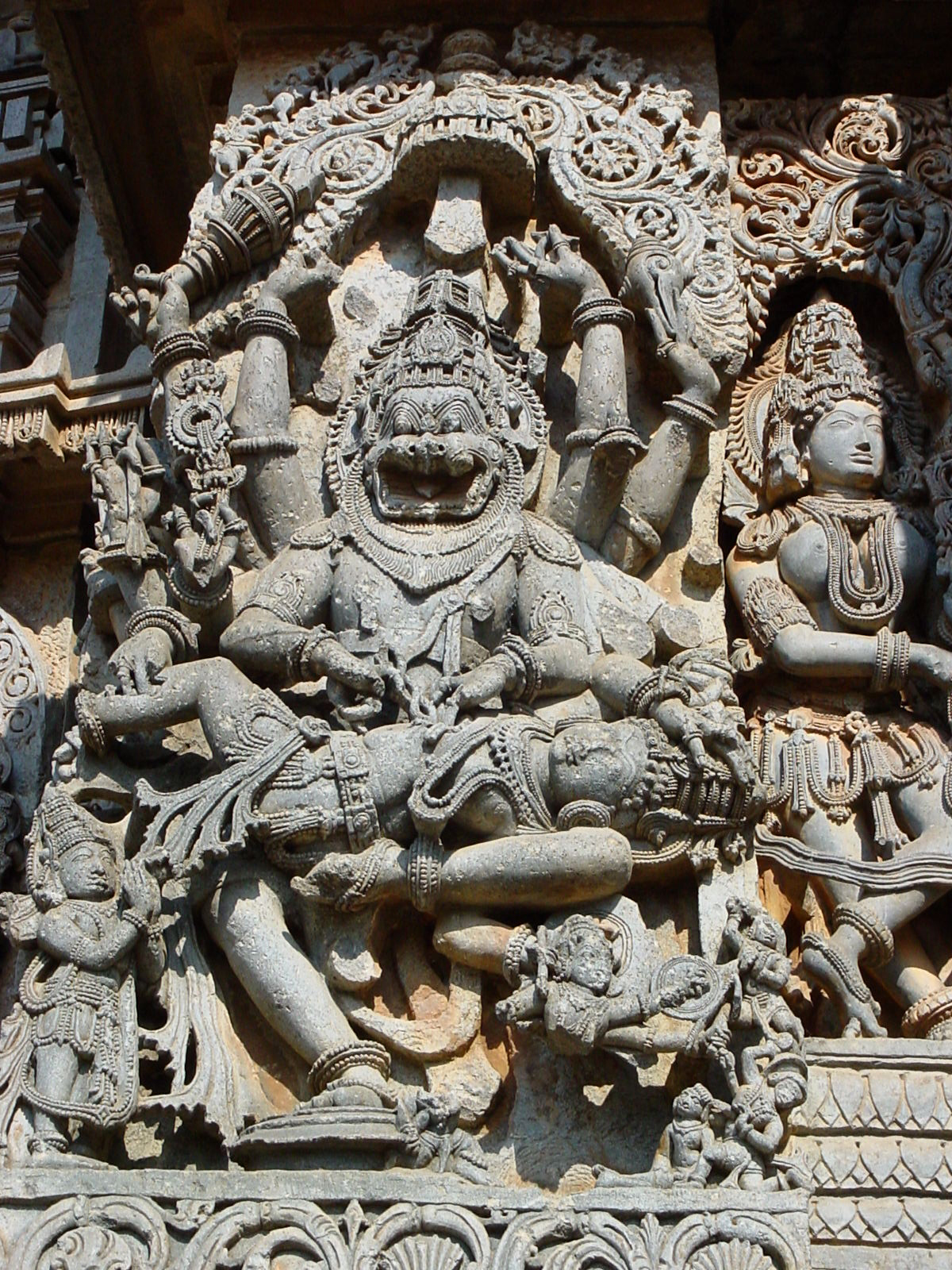
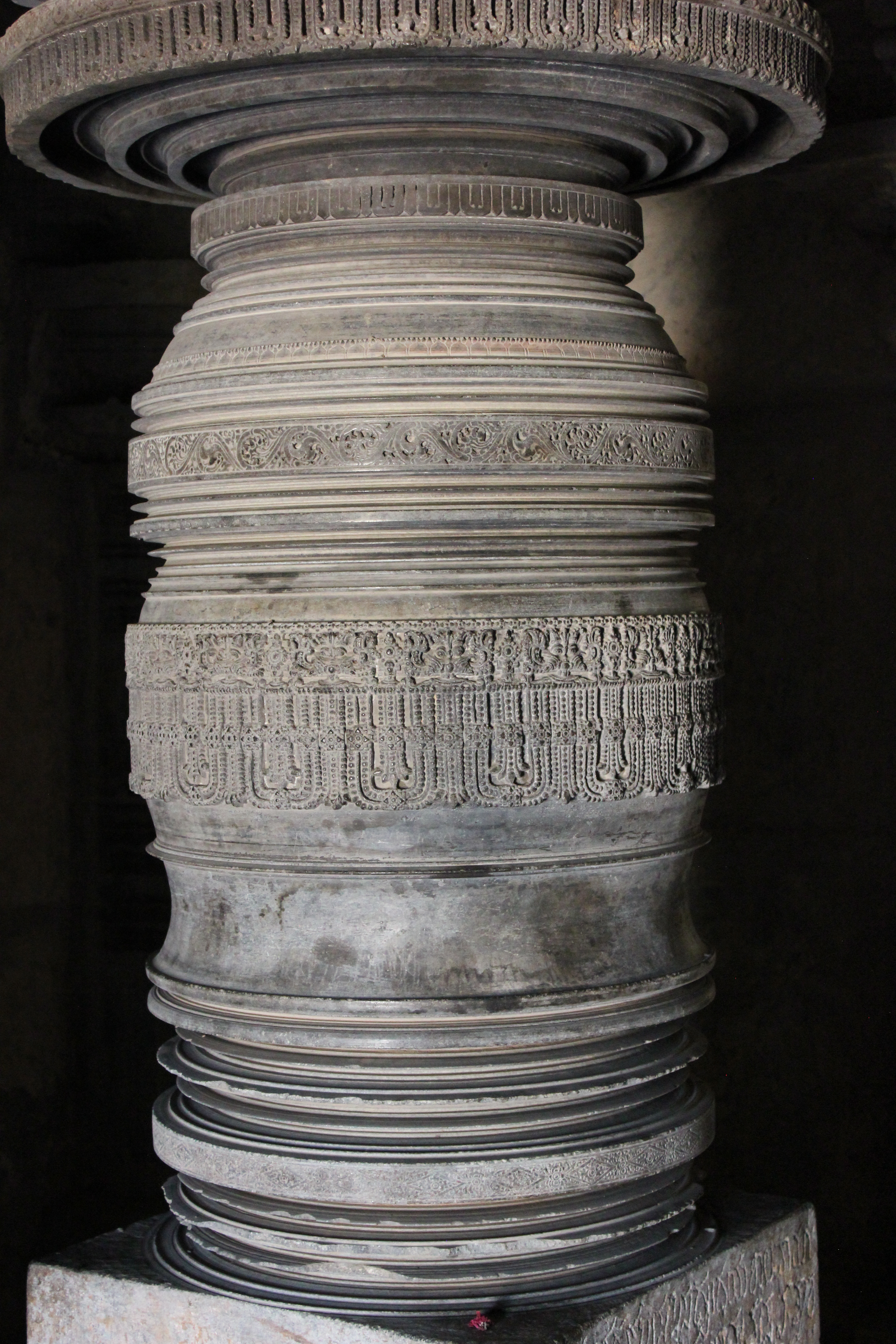
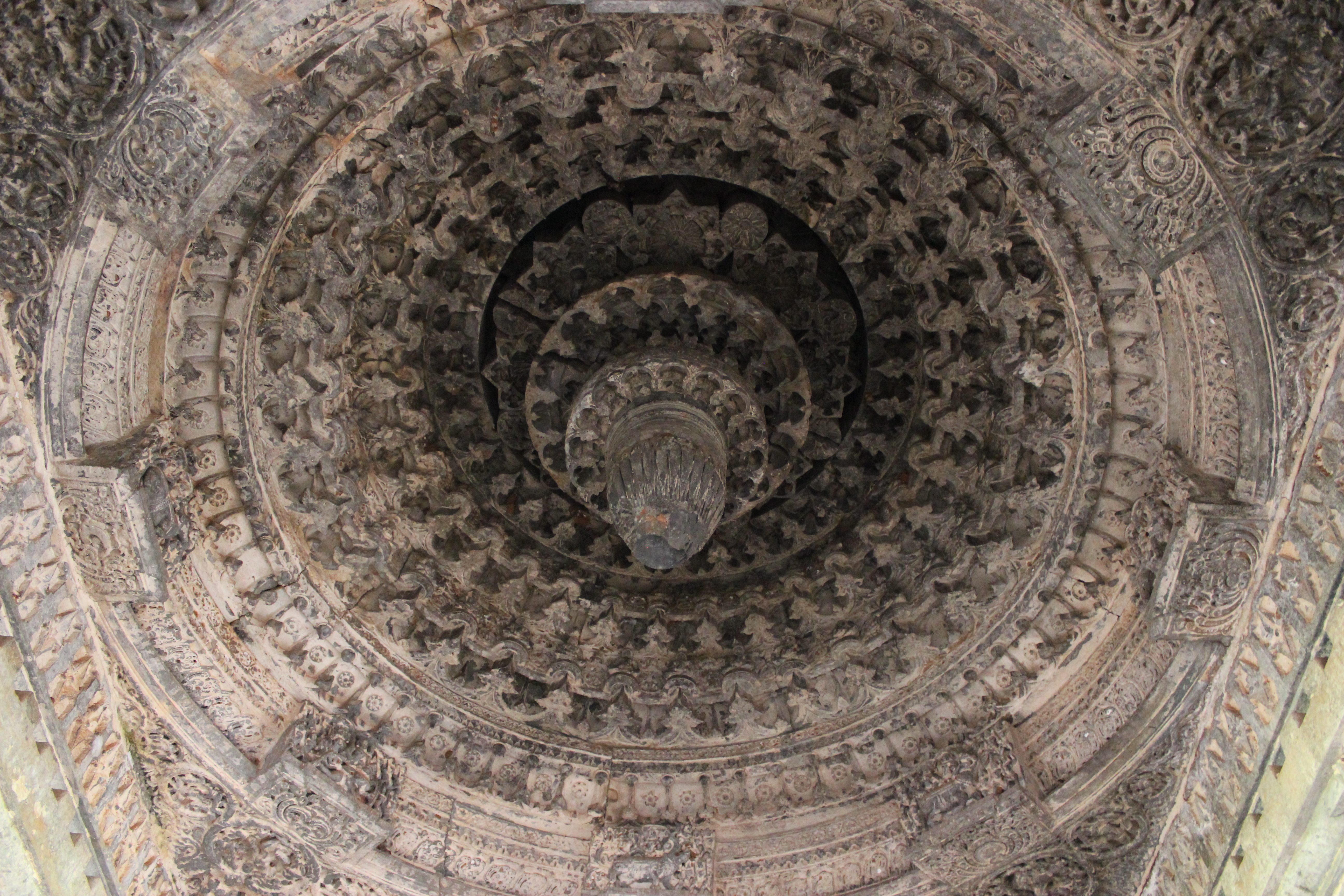
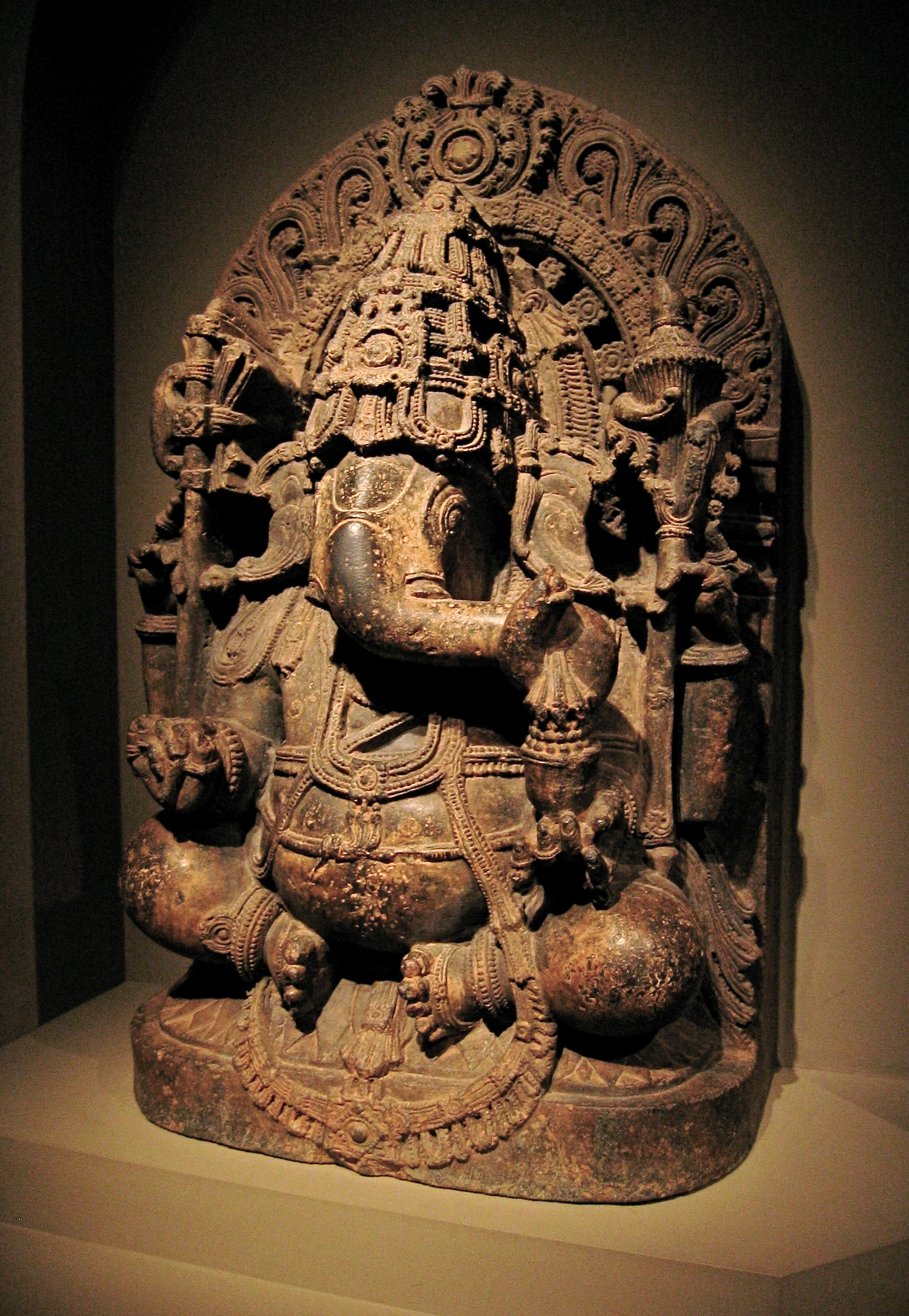
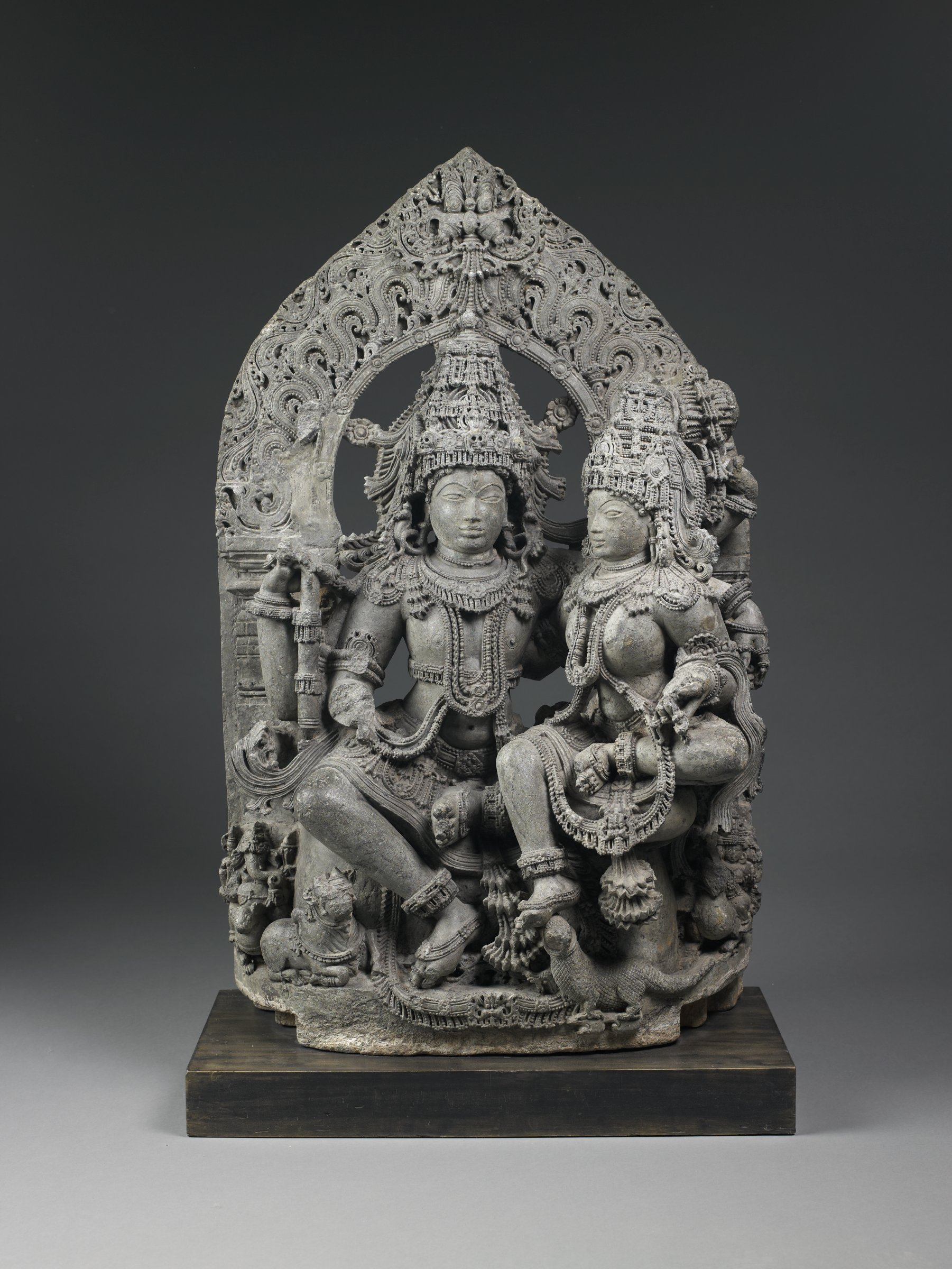

Архитектура
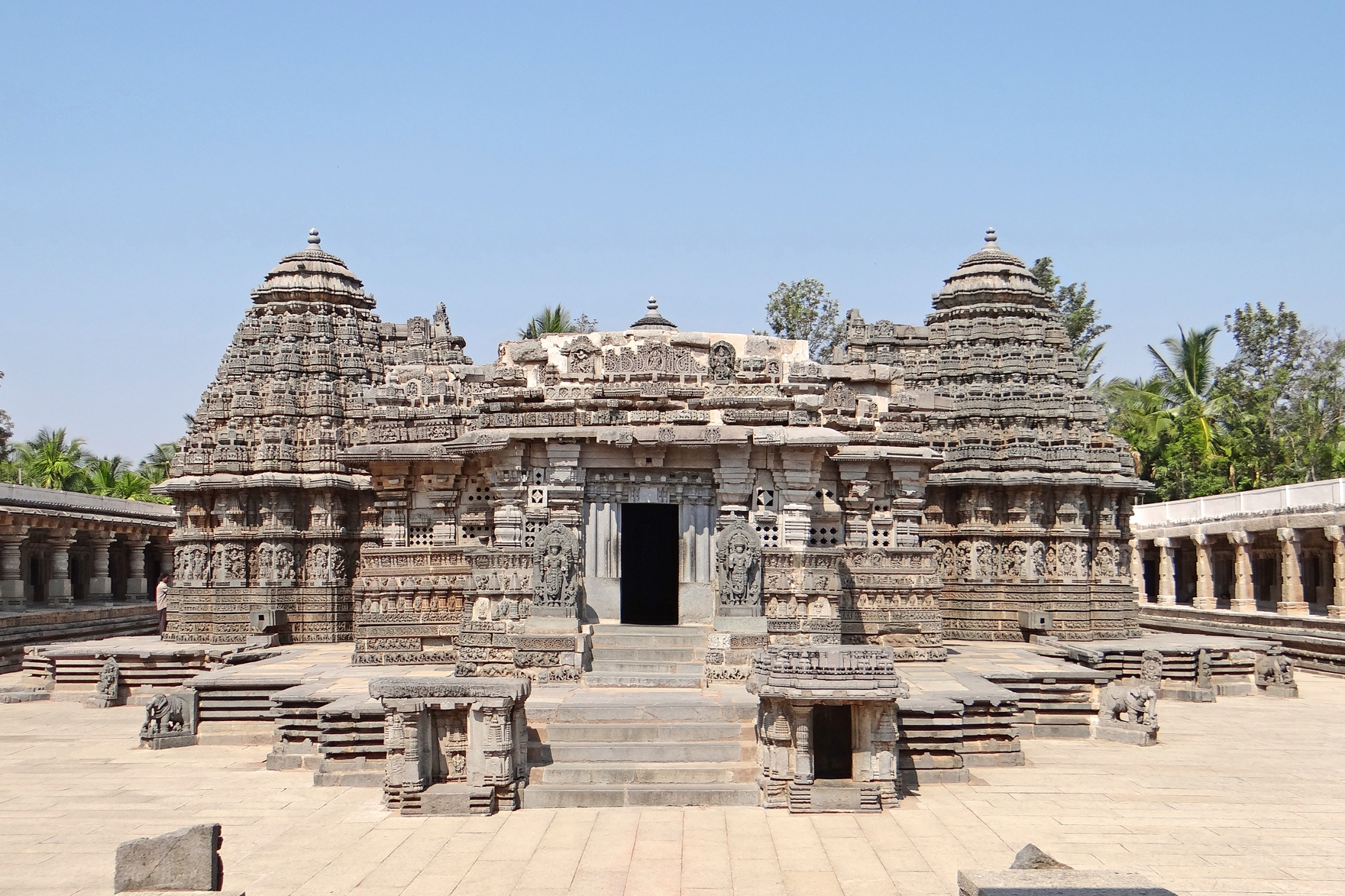
Храм Чаннакешва, Сомнатхпура.
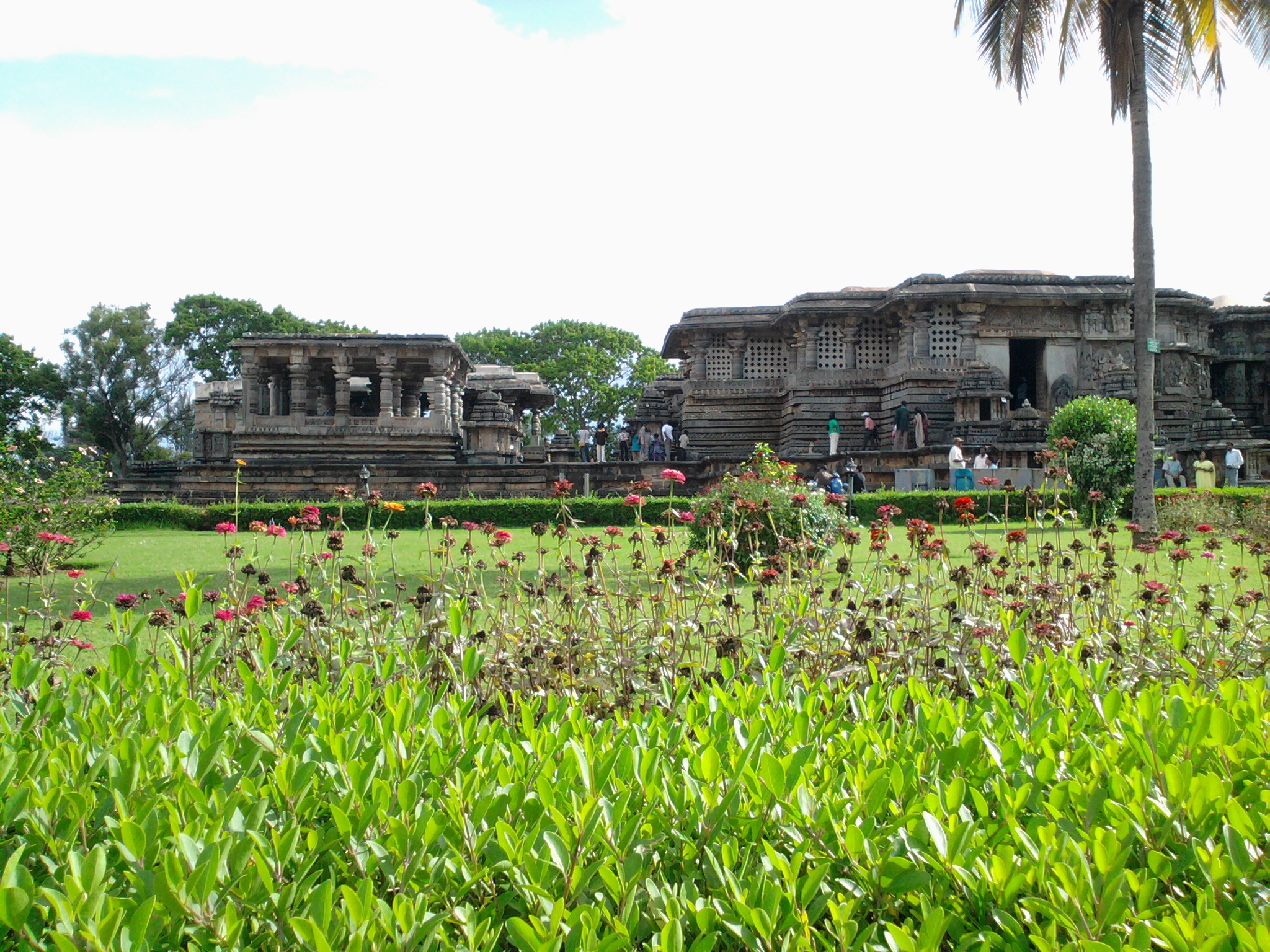
Храм Хойсалесвара, Халебид.
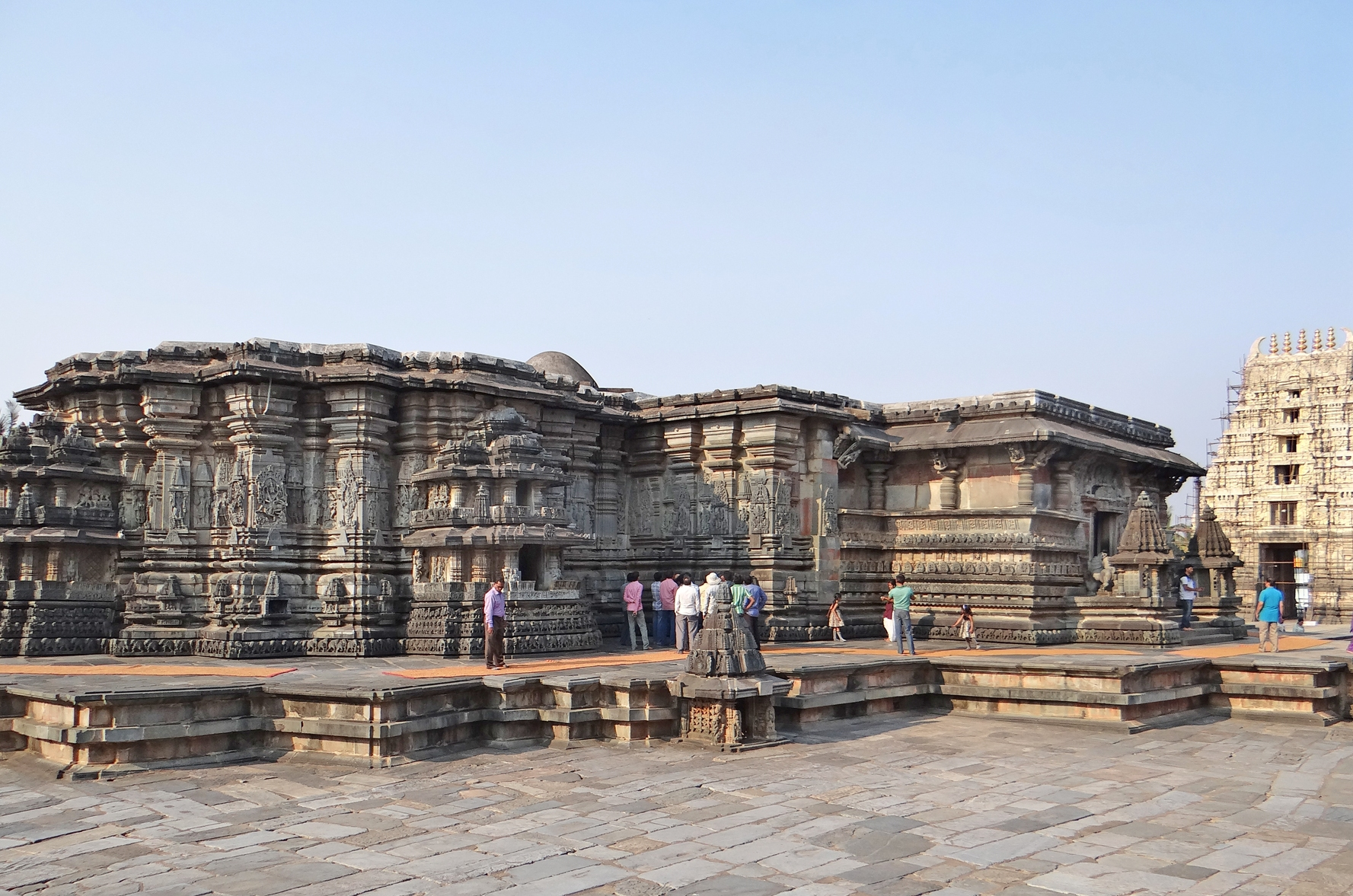
Храм Чаннакешва, Белур.
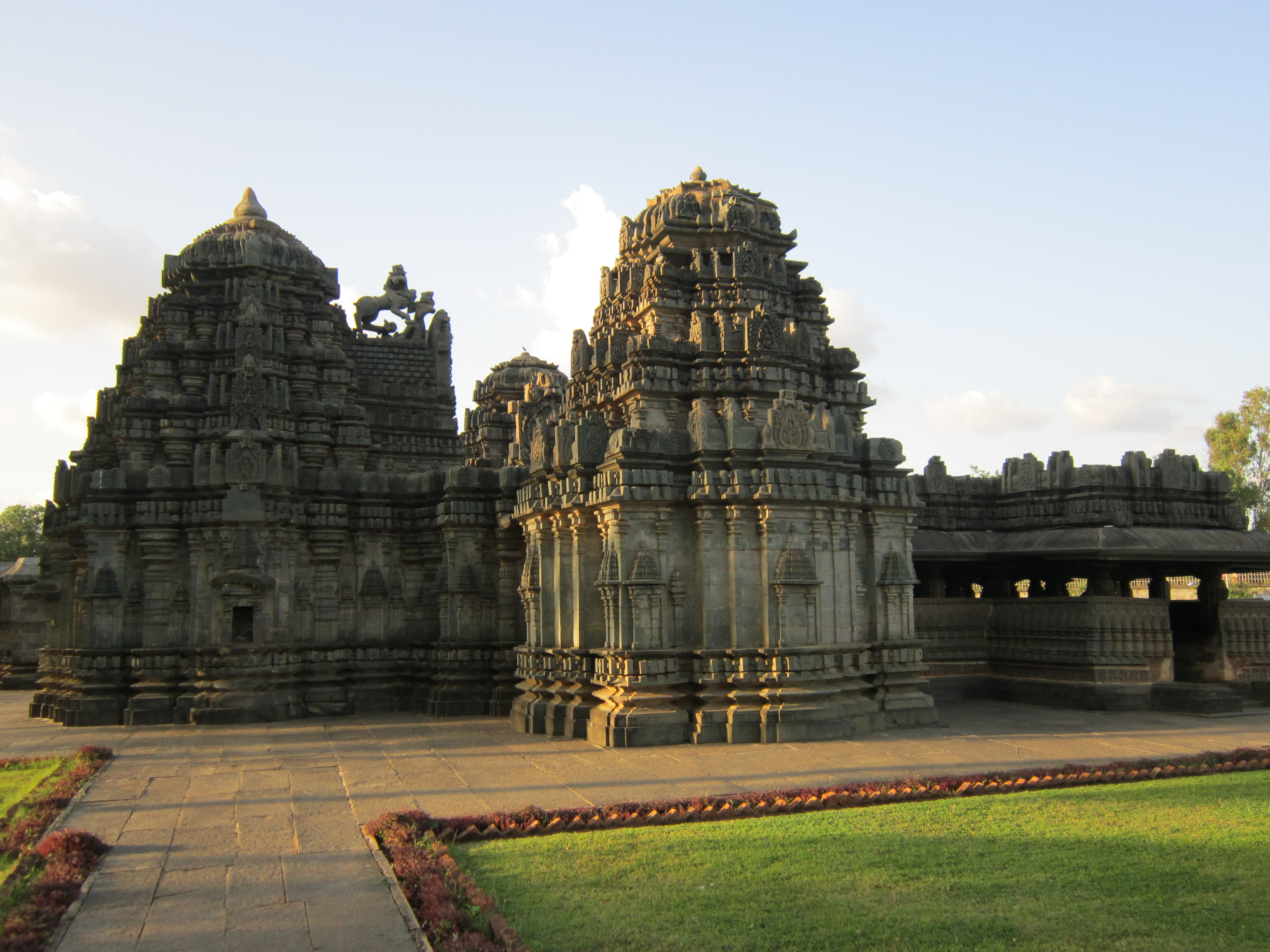
Храм Кедарешвар, Баллигави.
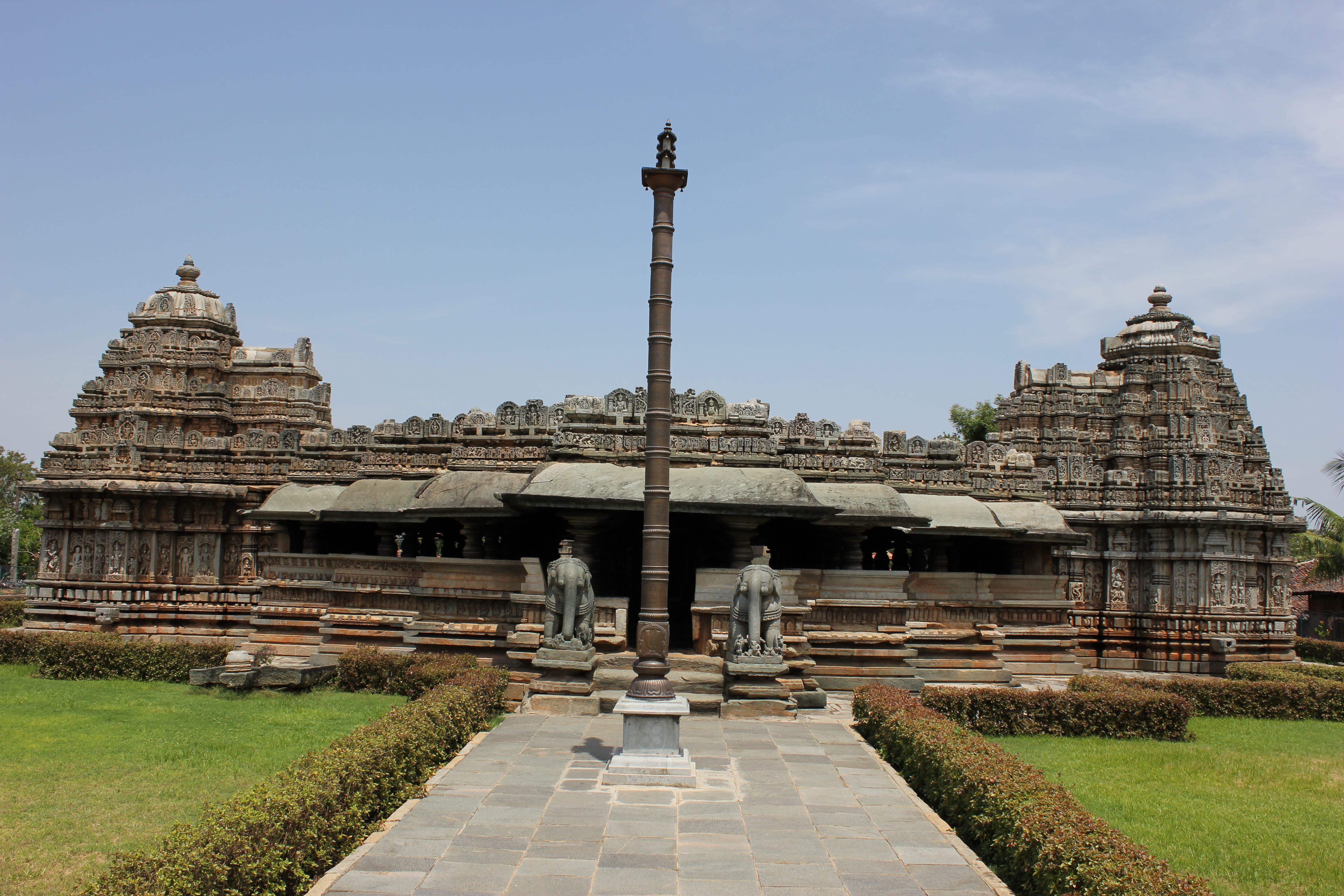
Храм Вера нараяна, Белавади.
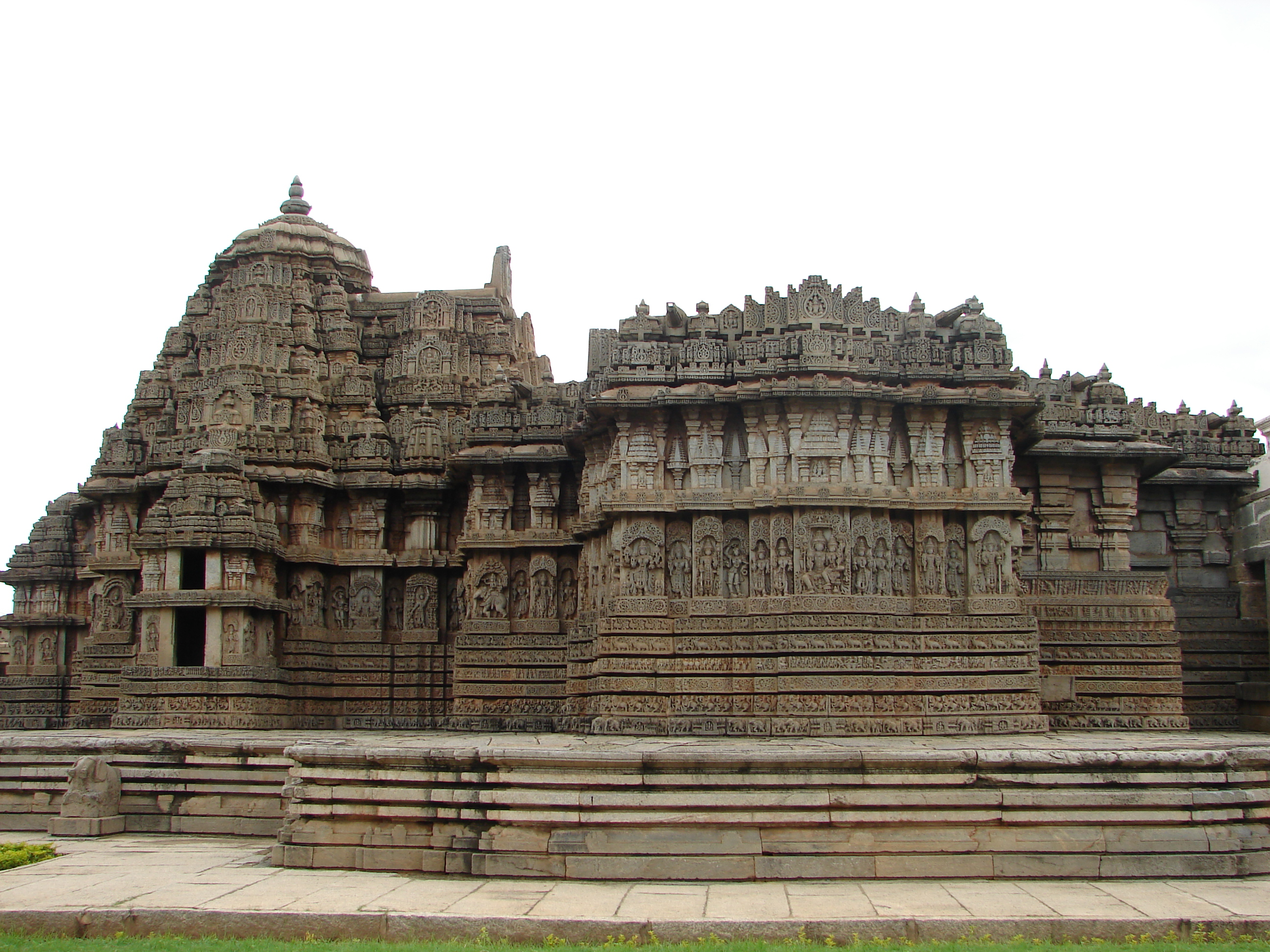
Храм Лакшминараяна, Мандя.

## Династия Хойсала
- Арикалла, ганда Малепарола.
- Маруга, ганда Малепарола —976.
- Нрипакама I, ганда Малепарола 976—1006.
- Мунда, ганда Малепарола 1006—1026.
- Нрипакама II, ганда Малепарола 1026—, перманади Малепарола —1047.
- Винаядитья, сын Нрипакамы II, перманади Малепарола 1047—1098.
- Эреянга, сын Винаядитьи, перманади Малепарола 1098—1102.
- Баллаладэва I, сын Эреянги, перманади Малепарола 1102—1108.
- Боттига Вашнувардхана, сын Эреянги, перманади Малепарола 1108—1152.
- Нарасимха I, сын Боттига Вашнувардханы, перманади Малепарола 1152—1173.
- Вира Баллаладэва II, внук Нарасимхи I, перманади Малепарола 1173—1187, махараджадхираджа Дакшины 1187—1220.
- Нарасимха II, сын Вира Баллаладэвы II, махараджадхираджа Дакшины 1220—1235.
- Вира Сомешвара, сын Нарасимхи II, махараджадхираджа Дакшины 1235—1253.
- Раманатха, сын Вира Сомешвары, махараджадхираджа Пандья 1253—1295.
- Нарасимха III, сын Вира Сомешвары, махараджадхираджа Каннанура 1253—1291.
- Вира Баллаладэва III, сын Нарасимхи III, махараджадхираджа Каннанура 1291—1295, махараджадхираджа Дакшины 1295—1343.
- Вирупакша Баллаладэва IV, сын Вира Баллаладэвы III, махараджадхираджа Дакшины 1343—1346.